# Acer Extensa 390
Acer Extensa 390 är en bärbar dator, tillverkad av Acer, och såldes 1997-1999. Produktserien "Extensa" ägdes tidigare av Texas Instruments, men köptes av Acer som endast gjorde förändringen att byta ut texten "Texas Instruments" på datorn mot "Acer". Komponenterna har alltid varit samma. 
På den här tiden tillverkade Acer två serier med bärbara datorer (laptops); TravelMate och Extensa. TravelMate riktade sig främst till användare med krav på mobilitet och prestanda, medan Extensa riktade sig till företagare och lämpade sig därför som kontorsdator ("det mobila kontoret").
Extensa 390 lämpade sig utmärkt för att visa presentationer, ordbehandla och utforska Internet. Det var detta datorn var tänkt att användas till. 
Datorn kunde levereras med Windows NT 4.0 eller Windows 95 förinstallerat. Uppgradering till senare versioner som Windows 98 eller Windows ME är dock fullt möjlig. Datorn har ett inbyggt faxmodem.

## Tekniska specifikationer
- Processor: Intel Pentium med MMX, 133/166/200/233 MHz (beroende på modell).
- Inbyggt RAM-minne: 32/48/64 MB (beroende på modell), max är 128 MB.
- Grafikkort: Chips And Technologies 500000
- Videominne: 2 MB
- USB: 1.1/2.0
- Hårddisk: 1,2/2,1/3,4/4,0 GB (beroende på modell).
- CD-ROM-enhet
- Diskettenhet (på vissa modeller)
- Faxmodem
- Två PC Card-platser

Portar
- 1 st USB-port (se föregående avsnitt)
- 1 st seriell port
- 1 st skrivarport
- 1 st skärmport
- 1 st port för dockningsstation
- 1 st PS/2-port

samt plats för Kensington-lås
| Tillverkare                   | Acer Corporation            |
| Tillverkningsår               | 1997-1999                   |
| Förinstallerat operativsystem | Windows NT eller Windows 95 |
| Arbetsstatus                  | Avslutad                    |